# Dear Heather
Dear Heather je jedenácté studiové album kanadského hudebníka Leonarda Cohena, vydané v říjnu roku 2004 hudebním vydavatelstvím Columbia Records. Na produkci alba se společně s Cohenem podíleli Leanne Ungar, Sharon Robinson, Anjani Thomas, Ed Sanders a Henry Lewy; mnozí z nich s hudebníkem spolupracovali již na předchozích projektech. Původně se album mělo jmenovat Old Ideas, ale nakonec byl přijat název Dear Heather (název Old Ideas pak Cohen použil pro své následující album z roku 2012). Píseň „On That Day“ z tohoto alba pojednává o teroristických útocích 11. září 2001 v New Yorku.

## Seznam skladeb
| Pořadí | Název                                            | Autor                             | Délka |
| ------ | ------------------------------------------------ | --------------------------------- | ----- |
| 1.     | Go No More A-Roving                              | Leonard Cohen, Lord Byron         | 3:40  |
| 2.     | Because Of                                       | Cohen                             | 3:00  |
| 3.     | The Letters                                      | Cohen, Sharon Robinson            | 4:44  |
| 4.     | Undertow                                         | Cohen                             | 4:20  |
| 5.     | Morning Glory                                    | Cohen                             | 3:28  |
| 6.     | On That Day                                      | Cohen, Anjani Thomas              | 2:04  |
| 7.     | Villanelle for Our Time                          | Cohen, F. R. Scott                | 5:55  |
| 8.     | There for You                                    | Cohen, Robinson                   | 4:36  |
| 9.     | Dear Heather                                     | Cohen                             | 3:41  |
| 10.    | Nightingale                                      | Cohen, Thomas                     | 2:27  |
| 11.    | To a Teacher                                     | Cohen                             | 2:32  |
| 12.    | The Faith                                        | Cohen                             | 4:17  |
| 13.    | Tennessee Waltz (koncertní nahrávka z roku 1985) | Cohen, Redd Stewart, Pee Wee King | 4:05  |

## Obsazení
- Leonard Cohen – zpěv, aranžmá
- Sharon Robinson – zpěv, aranžmá
- Anjani Thomas – doprovodné vokály, klavír
- Bob Sheppard – tenorsaxofon
- Stan Sargent – baskytara
- Roscoe Beck – baskytara
- Johnny Friday – bicí
- Sarah Kramer – trubka
- Garth Hudson – akordeon
- Jeremy Lubbock – aranžmá
- Paul Ostermayer – flétna
- Mitch Watkins – kytara
- John Bilezikjian – úd
- Bill Ginn – kytara
- Raffi Hakopian – housle